# 谢苗·博加特廖夫
谢苗·谢苗诺维奇·博加特廖夫（俄语：Семён Семёнович Богатырёв，1890年—1960年），苏联古典音乐作曲家，音乐教育家。

## 生平
1890年生于哈尔科夫。1912年毕业于哈尔科夫大学法律专业，之后在圣彼得堡音乐学院进修。1917-1941年，他居住在哈尔科夫，并在哈尔科夫音乐学院任教，1935年升任教授。1941年苏德战争爆发后，被疏散至斯维尔德洛夫斯克。1943年至1960年，一直在莫斯科音乐学院任教。培养了数百名学生，知名的有杜纳耶夫斯基和斯波索宾。
他对柴可夫斯基未完成的“生命”交响乐进行了再创作，即四个乐章的管弦乐版本。该作品于1957年举行首演。后来世人称其为《柴可夫斯基第七交响曲》。
1960年底去世。安葬于瓦甘科沃公墓。